# جورج كير (لاعب كرة قدم أمريكية أمريكي)
جورج كير (بالإنجليزية: George Kerr)‏ هو لاعب كرة قدم أمريكية أمريكي، ولد في 14 فبراير 1919 في بروكلين في الولايات المتحدة، وتوفي في 23 يناير 1983 في ويماوث في الولايات المتحدة.